# Булганацьке городище
Булганацьке городище (інша назва Хабеї) — скіфське давнє городище розташоване в центральній частині Криму, в 15 кілометрах на захід від давнього міста Неаполь Скіфський, в межах села Пожарське).

## Заснування городища
Причорноморські скіфи, кочуючи і проживаючи поруч грецьких міст-колоній, контактували з елінами та підпадали під вплив їх культури. Поступово переходячи на землеробство, вони змішувалися з ними, переймали мову, культуру, а греки-поселенці, і в свою чергу, також вбирали частину скіфських звичаїв. Оскільки скіфських письмових згадок не віднайдено, то лише завдяки історичним хронікам стародавніх греків сучасники дізналися історію цих земель, в загальному.
В III столітті до нашої ери невелика група скіфів уподобала собі місцину в долині річки Західний Булганак (підтвердження тому показали археологічні розкопи). Родючі землі Центрального Криму, помірний теплий клімат і багаті міста-сусідів спонукали скіфів переходити до осілого способу життя. Обробляючи землю їм необхідно було подбати за свою безпеку, тому вони зводили городища та фортеці довкола них, так і постало Булганацьке городище-фортеця в 15 км на захід від столиці, Неаполя Скіфського.
Городище було поставлене на високому пагорбі, на схилах якого збудували укріплення, а де такого природного захисту не було(на південному боці пагорба), облаштували земляні вали. Ймовірно, що саме на такому земляному насипі й звели кам'яну стіну. Неподалік (на півночі поселення) розташований акрополь, який був добре укріплений. Фортечні і інші споруди городища часто перебудовувались і зміцнювались.

## Сучасний стан
Сьогодні городище є державною пам'яткою археології. Знаходиться на території Пожарського Сімферопольського району АРК. Площу городища охороняють, але ця зона не перевищує 3 гектарів.